# Goldor-Hercka

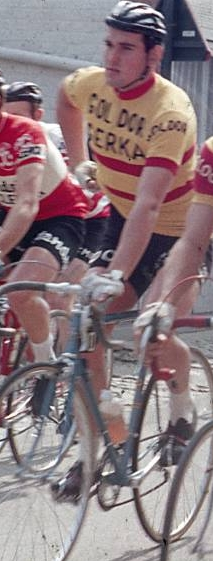
Willy Vekemans bei einem belgischen Rennen (1967)

Goldor-Hercka, Goldor-Breda, Goldor-Main d’Or, Goldor-Gerka, Goldor-Gerka-Main d’Or, Goldor-Hertekamp-Gerka, Goldor-Fryns-Elvé, Goldor oder Goldor-IJsboerke war ein belgisches Radsportteam im Straßenradsport und im Querfeldeinrennen (heutige Bezeichnung Cyclocross), welches von 1965 bis 1973 bestand.

## Geschichte
Das Team wurde 1965 unter der Leitung von Florent Van Varenbergh gegründet. Im ersten Jahr wurde keinerlei nennenswerte Ergebnisse erzielt. 1966 konnte das Team neben den Siegen auf der Straße auch insgesamt 18 Erfolge, hauptsächlich durch Albert Van Damme, bei Querfeldein-Rennen erzielen. 1967 wurde die Anzahl der Siege bei Querfeldein-Rennen auf weit über 30 Siege erhöht. 1968 wurde mit dem Gewinn des Weltmeistertitels durch Erik De Vlaeminck und die Erhöhung der gewonnenen Querfeldein-Rennen auf über 50 Saisonsiege auf das erfolgreichste Niveau gebracht.
Hauptsponsor über dem gesamten Zeitraum war eine belgische Brauerei aus Leuven die mit dem Markennamen eines Bieres warb. Co-Sponsoren waren 1965–1966, 1970 und 1973 unterschiedliche belgische Fahrradhersteller, 1967–1969 eine belgische Kaffeerösterei, 1969 ein belgischer Spirituosen-Hersteller aus Antwerpen und 1972 ein belgischer Speiseeishersteller.

## Erfolge
1966
- Tour du Condroz
- Grote 1-Mei Prijs

1967
- Omloop Het Volk
- Rund um Köln
- eine Etappe Tour de Liège
- Omloop van Oost-Vlaanderen
- Polderpijl
- Bruxelles-Meulebeke
- Memorial Thijssen

1968
- eine Etappe Belgien-Rundfahrt
- Grosser Preis des Kantons Aargau
- Omloop der Vlaamse Gewesten
- GP du Tournaisis

1969
- zwei Etappen und  Punktewertung Vuelta a España
- Ronde van Limburg
- eine Etappe Belgien-Rundfahrt
- Gent-Wevelgem
- Grote Prijs Stad Zottegem

1970
- St-Elooisprijs
- GP Gemeente Kortemark
- Niederländischer Meister – Straßenrennen
- Roubaix-Cassel-Roubaix
- Tour de la Province de Luxembourg

1971
- zwei Etappen Vuelta a España
- Omloop van het Waasland
- Omloop van Midden-Vlaanderen
- Omloop van Oost-Vlaanderen
- GP Victor Standaert
- Ronde van Brabant

1972
- E3 Prijs Harelbeke
- Elfstedenronde
- Grand Prix de Wallonie
- Halle–Ingooigem
- GP Paul Borremans
- Memorial Fred De Bruyne

1973
- Omloop Hageland-Zuiderkempen

## Wichtige Platzierungen
| Grand Tour            | 1965 | 1966 | 1967 | 1968 | 1969 | 1970 | 1971 | 1972 | 1973 |
| --------------------- | ---- | ---- | ---- | ---- | ---- | ---- | ---- | ---- | ---- |
| Vuelta a EspañaVuelta | –    | –    | –    | DNF  | 44   | –    | 60   | 51   | –    |

| Monument                 | 1965 | 1966 | 1967 | 1968 | 1969 | 1970 | 1971 | 1972 | 1973 |
| ------------------------ | ---- | ---- | ---- | ---- | ---- | ---- | ---- | ---- | ---- |
| Mailand–Sanremo          | –    | –    | –    | –    | 42   | –    | –    | 19   | –    |
| Flandern-Rundfahrt       | –    | 28   | 2    | 23   | 23   | 34   | 10   | 10   | 33   |
| Paris–Roubaix            | –    | –    | –    | 28   | 3    | –    | 20   | 29   | –    |
| Lüttich–Bastogne–Lüttich | –    | 21   | –    | –    | 29   | –    | –    | –    | 46   |
| Lombardei-Rundfahrt      | –    | –    | –    | –    | –    | –    | –    | 16   | –    |

## Bekannte Fahrer
- Albert Van Damme (1966–1968)
- Noël Foré (1967)
- Erik De Vlaeminck (1967–1968)
- Frans Melckenbeeck (1970–1972)
- Walter Planckaert (1971)
- Hubert Hutsebaut (1971–1972)
- Willy Scheers (1971–1972)